# Hypogeoppia terricola
Hypogeoppia terricola är en kvalsterart som beskrevs av Subías 1981. Hypogeoppia terricola ingår i släktet Hypogeoppia och familjen Oppiidae.

## Underarter
Arten delas in i följande underarter:
- H. t. terricola
- H. t. salmanticensis